# Sando
Sando – gmina w Hiszpanii, w prowincji Salamanka, w Kastylii i León, o powierzchni 60,58 km². W 2011 roku gmina liczyła 145 mieszkańców.